# J.P.ウィンクル
J.P.ウィンクル（ジェイ・ピー・ウィンクル）は、アスキーから発売されたMSX用アクションゲーム。
MSX専門誌であるMSXマガジンの企画によるMマガソフト第1弾であり、複数号にまたがって特集記事が組まれた。しかしゲーム自体はあまり注目されず、同誌の連載記事であるソフトTOP10にも登場しなかった。これについては、同時期の『ザ・キャッスル』と似たシステムでありながら、それよりもマップが小さく、難易度も高くなかったためであろうと分析されている。

## ストーリー
主人公はハーフリング族の妖精、ジェイである。彼はタルタル国にあるムルクの森で暮らしていたが、人間のアニタ姫に恋をした。ジェイは姫に焦がれるあまり、人間になることを決意する。長老の話によると、彼が人間になるには、ユドルフォ城の13冊の聖書を揃えなくてはならないという。それを聞いたジェイは、悪魔の住む城を目指して旅立っていった。

## 基本操作
ゲームの目的は、全部で30の部屋に分かれる城を探検し、13冊の聖書を集めることである。
カーソルキー ← → でジェイを左右に動かす。梯子がある場合には上下キー ↑ ↓ で昇降する。上キー ↑ でジャンプができる。
画面にはハテナマークのついた巨大な黄色い箱が設置されており、箱の方向のカーソルキー ↑ ↓ ← → とスペースキー Space を同時に押して開けることができる。中には聖書や鍵の他に、さまざまな効力を持ったアイテムが入っているが、敵キャラクターや触ると死ぬドクロが入っていることもある。普通の壁も、場所によってはアイテム「つるはし」を使うことによって箱と同じ要領で壊すことができる。ジェイは武器を持っておらず、敵を倒すには剣や宝石といったアイテムを使う必要がある。
アイテムにはずっと効果が持続するもの、使用回数制限のあるもの、時間制限のあるものの3種類が存在し、制限付きのものは効果が切れる直前になると取得アイテム欄のアイテムが点滅し、完全に切れるとアイテム欄から消滅する。
部屋と部屋とは扉で隔てられていることがあり、その場合には鍵を消費して扉を開ける。敵は倒しても部屋をいったん出て戻ると復活する。

## 移植版
| No. | タイトル       | 発売日        | 対応機種 | 開発元                        | 発売元             | メディア                       | 備考 | 出典  |
| --- | -------------- | ------------- | -------- | ----------------------------- | ------------------ | ------------------------------ | ---- | ----- |
| 1   | J.P.ウィンクル | 2025年2月25日 | Windows  | D4エンタープライズ (移植担当) | D4エンタープライズ | ダウンロード (プロジェクトEGG) |      | [ 3 ] |